# Apha
Apha é um gênero de mariposa pertencente à família Bombycidae.